# Drillia ponciana
Drillia ponciana är en snäckart som beskrevs av Dall och Simpson 1901. Drillia ponciana ingår i släktet Drillia och familjen Drilliidae. Inga underarter finns listade i Catalogue of Life.